# Warrington (Engeland)

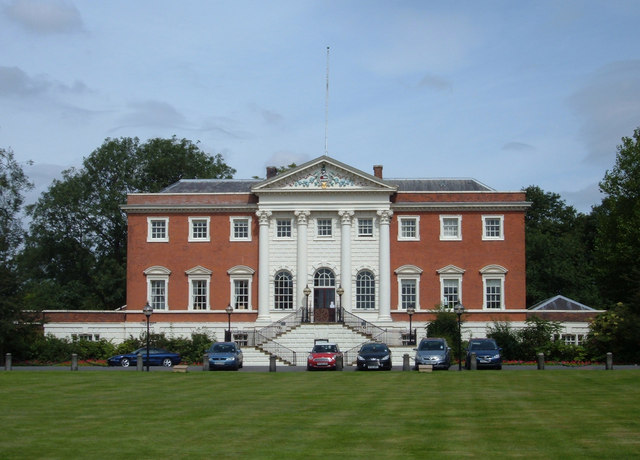
Gemeentehuis

Warrington is een stad met ongeveer 80.000 inwoners in Cheshire in Engeland. Het is de hoofdplaats van het district (unitary authority ) Warrington.

## Aanslag
Op 20 maart 1993 ontploften twee bommen in het stadscentrum van Warrington. Deze aanslagen van het IRA kostten het leven aan 2 kinderen, de driejarige Jonathan Ball, die onmiddellijk stierf, en de twaalfjarige Tim Parry, die 5 dagen later in het ziekenhuis stierf.
Hun dood zorgde voor een wereldwijde schok, waarbij de verantwoordelijkheid werd gelegd bij de Ierse terroristische organisatie. De aanslag volgde op een bomaanslag van een paar weken eerder, ook in Warrington.

## Geboren in  Warrington
- John Kay
- James Charles (1851-1906), kunstschilder
- Sue Johnston (1943), actrice
- Pete Postlethwaite (1946-2011), acteur
- Ian Brown (1963), zanger (The Stone Roses)
- Chris Evans (1966), tv-presentator
- Kerry Katona (1980), tv-presentatrice, schrijfster en zangeres (Atomic Kitten)
- Jesse Lingard (1992), voetballer
- Jarell Quansah (2003), Engels-Schots voetballer
- Alfie Devine (2004), voetballer